# Andréievka (Preléstnoie)
|  | Per a altres significats, vegeu «Andréievka». |

Andréievka - Андреевка (rus) - és un poble de l'óblast de Bélgorod, a Rússia. El 2016 tenia 50 habitants. Pertany al districte (raion) de Prókhorovka.